# グラハム冷却器
グラハム冷却器（グラハムれいきゃくき、英: Graham condenser）またはコイル型冷却器（コイルがたれいきゃくき、英: coied conderser）、蛇管冷却器（じゃかんれいきゃくき）は実験に用いる冷却器の一種である。長く太い管の中に、中空のガラスコイルが上から下まで入った形状を持つ。管の両端に近い部分の外側に冷却水を流すための口が備えられている。管の開口部は通常すり合わせになっており、フラスコなどをすばやく簡単に着脱できるようになっている。

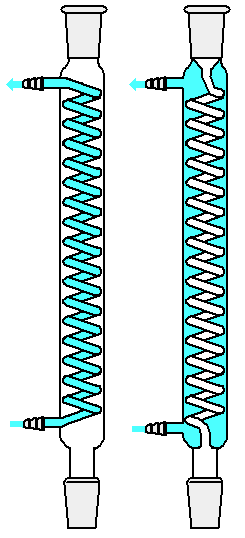
2種類のグラハム冷却器

他の冷却器と同じく熱蒸気を冷却して液体化するのに使われる。使用中、冷却水（普通は水道水か氷水）はガラスコイルの内側または外側を通る。蒸気はコイルに触れると凝縮し、下端に向かって落ちる。

## 形態
グラハム冷却器は2種類ある。1つは冷却水がコイルの内側を通るもので、凝縮はコイルの外側で起こる。この形態のものは蒸気の発生量・流量が多い場合に適する。
もう1つは外殻を構成する管の中を冷却水が流れるもので、凝縮はコイルの内側で起こる。発生した蒸気は細いコイルの中を通り、冷却水と接触する時間が長くなるため、冷却の効率が良い。
どちらの形態でもリービッヒ冷却管と比べて上ってくる蒸気と冷却水の接触する面積は大きい。